# Hühnerbach (Eyach)
Der Hühnerbach oder Dorfbach ist ein etwa 3,1 km langer, südlicher und linker Zufluss der Eyach im baden-württembergischen Zollernalbkreis.

## Geographie

### Verlauf
Der Hühnerbach entspringt im Gewann Sankenbühl in einem Feuchtbiotopkomplex südwestlich des Balinger Stadtteils Weilstetten auf einer Höhe von ca. 608 m ü. NHN.
Von dort fließt er in nördliche Richtung zunächst durch Weilstetten, dann auf der Frommerner Gemarkung entlang der Bundesstraße 463, die er an der Gemarkungsgrenze zwischen Frommern und Endingen unterquert. Der Bach fließt auf der gesamten Länge durch bebautes oder intensiv genutztes Gebiet im Stadtrandbereich von Balingen und ist daher stark überformt.
Er mündet kurz darauf auf einer Höhe von 528,7 m ü. NHN von links und Südwesten in die Eyach.
Der Hühnerbach hat keine offenen Zuflüsse, jedoch liegt etwas östlich des Mittellaufs vor dem Hesselberg im Bereich eines Sportgeländes ein 0,8 ha großer See im Einzugsgebiet.
Der 2,6 km lange Lauf des Hühnerbachs endet 79,3 Höhenmeter unterhalb seiner Quelle, er hat somit ein mittleres Sohlgefälle von etwa 26 ‰.

### Einzugsgebiet
Das Einzugsgebiet gehört naturräumlich gesehen zum Südwestlichen Albvorland. Sein höchster Punkt liegt ganz im Süden am Fuße der Lochen auf 750 m ü. NHN. Es grenzt im Westen an das Einzugsgebiet des Wettbachs, der in die Steinach mündet und im Osten an das Einzugsgebiet des Beutenbachs, der ebenfalls in die Eyach mündet.

### LUBW
Amtliche Online-Gewässerkarte mit passendem Ausschnitt und den hier benutzten Layern: Lauf und Einzugsgebiet des Hühnerbachs

Allgemeiner Einstieg ohne Voreinstellungen und Layer: Daten- und Kartendienst der Landesanstalt für Umwelt Baden-Württemberg (LUBW) (Hinweise)
1. 1 2 3  Höhe ermittelt über WPS-Prozess (Geländehöhe).
2. ↑  Länge nach dem Layer Gewässernetz (AWGN), ergänzt um ein kleines, auf der Gewässerkarte nicht berücksichtigtes Anfangsstück, das auf dem Hintergrundlayer Topographische Karte abgemessen wurde.
3. ↑  Einzugsgebiet abgemessen auf dem Hintergrundlayer Topographische Karte.
4. ↑  Seefläche nach dem Layer Stehende Gewässer.

### Andere Belege
1. ↑  Friedrich Huttenlocher: Geographische Landesaufnahme: Die naturräumlichen Einheiten auf Blatt 178 Sigmaringen. Bundesanstalt für Landeskunde, Bad Godesberg 1959. → Online-Karte (PDF; 4,3 MB)